# Conidae
Famille
Synonymes
- sous-famille Puncticulinae Tucker & Tenorio, 2009

Les Conidae sont une famille d'escargots marins. Elle a été créée par John Fleming (1785-1857) en 1822. Cette famille comprend de très nombreux genres mais est principalement dominée par le genre Conus avec actuellement 626 espèces vivantes. Le nom vernaculaire ou commun de cette famille est Cône.

## Description

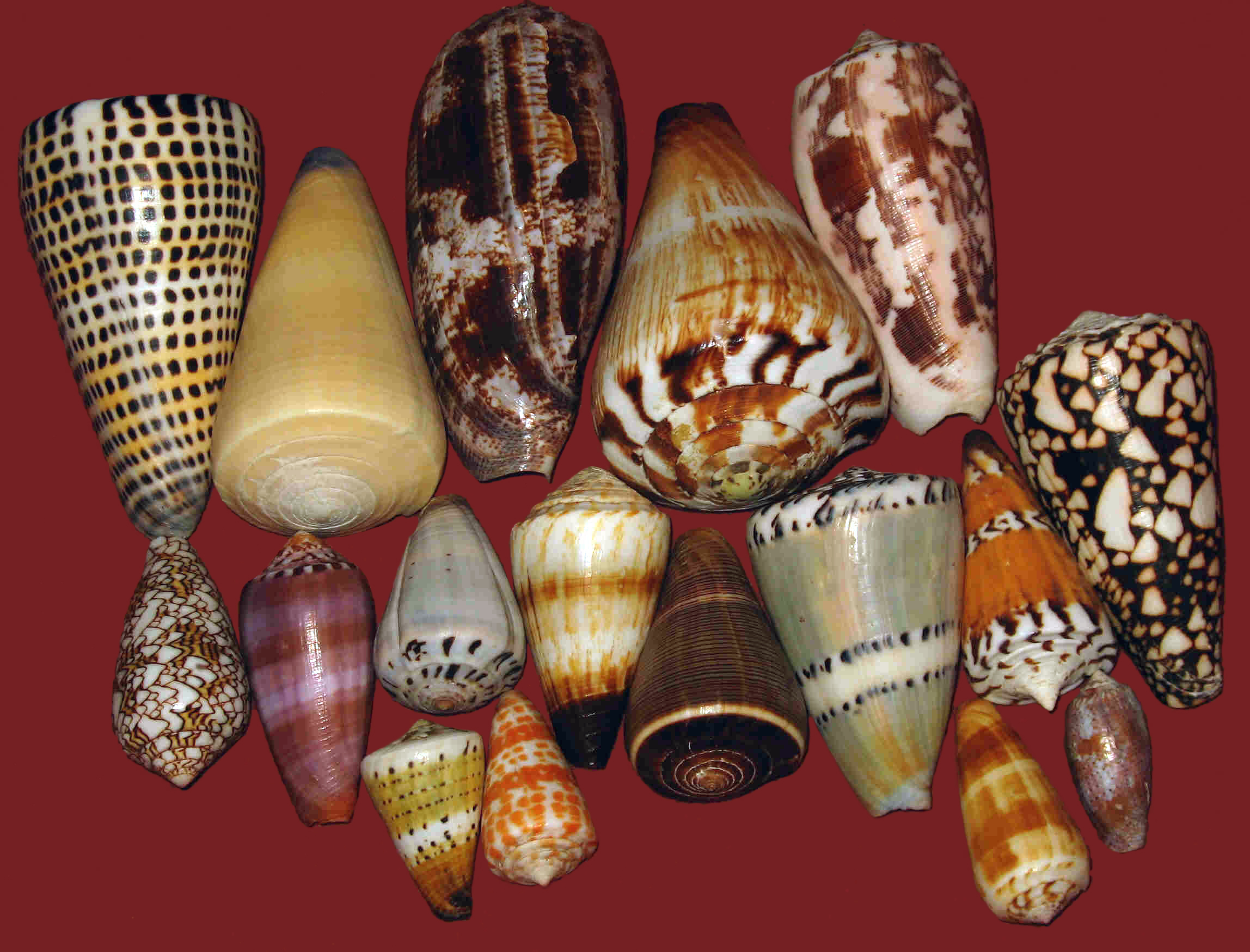
Les cônes sont très recherchés pour leur coquilles ornementées mais peuvent être dangereux

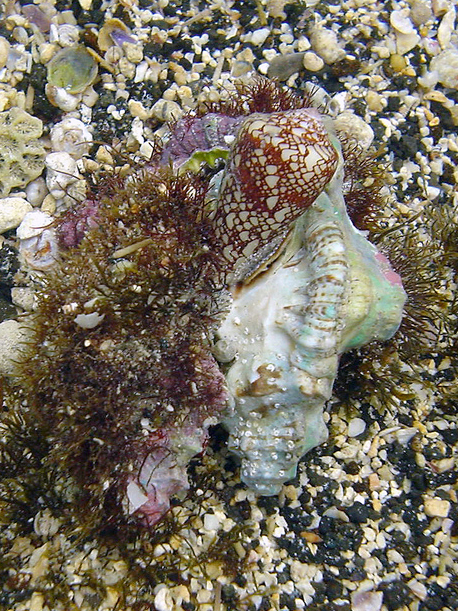
Un Conus pennaceus attaquant un Cymatium nicobaricum à Hawaii

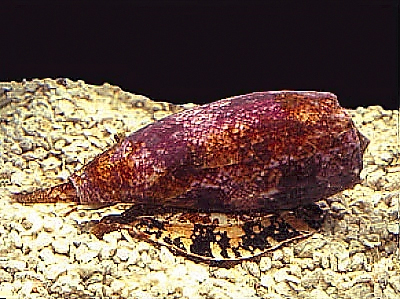
L'une des espèces mortelles Conus geographus

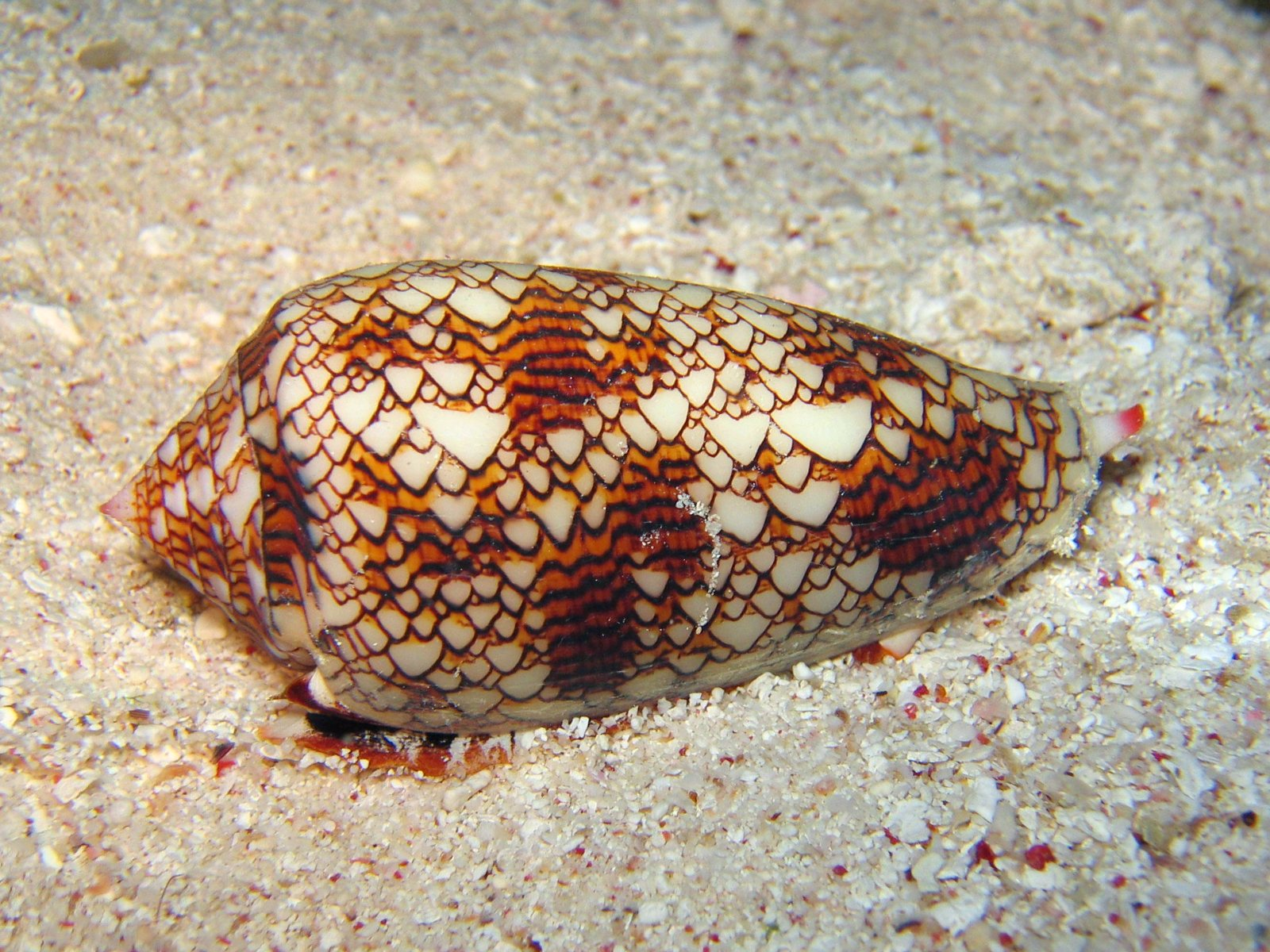
L'espèce Conus textile, parmi les plus dangereuses à manipuler

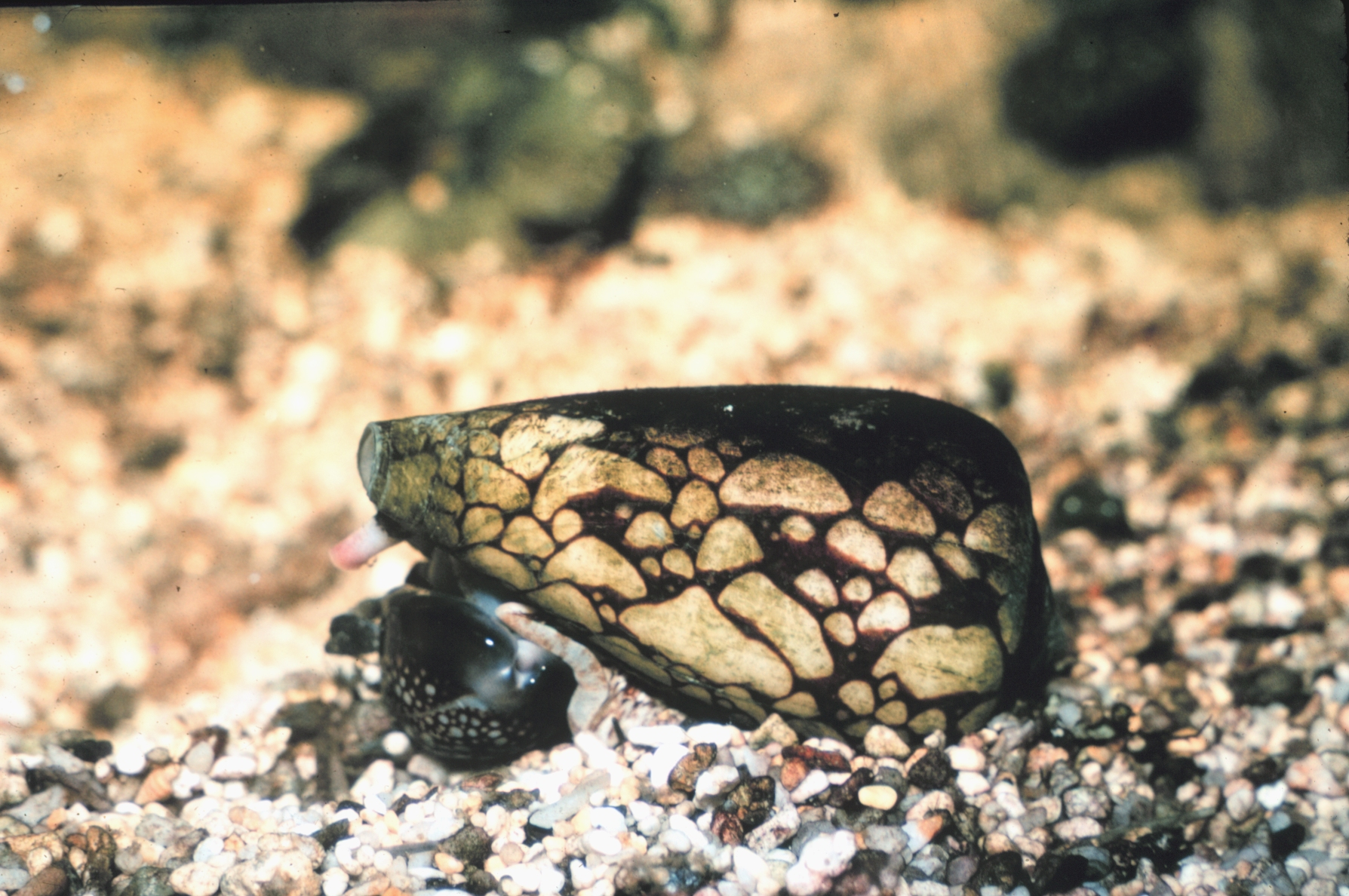
Une autre espèce dangereuse, Conus marmoreus

Comme leur nom l’indique, ces gastéropodes possèdent une coquille conique dont l’aspect ainsi que les couleurs sont très variables. Ils sont de taille moyenne à grande et présentent souvent des ornementations spectaculaires sur leur coquille pour laquelle ils sont recherchés. Ils sont également dangereux. La grande majorité se trouve dans les mers chaudes, mais on en rencontre aussi dans des eaux tempérées. 

## Régime alimentaire et venin
Ils sont le plus souvent nocturnes, et tous sont des prédateurs carnivores et venimeux. Certains se nourrissent de vers, d’autres de mollusques et/ou de poissons. 
Ils contiennent une glande sécrétant une neurotoxine reliée à une dent radulaire en forme de harpon, dont ils se servent pour chasser leurs proies à distance, la proie étant ainsi instantanément neutralisée. Les cônes vivants doivent donc être manipulés avec précaution ou pas manipulés du tout si l'on ne connaît pas l'espèce. Généralement, les cônes de petite taille ont une piqûre guère plus douloureuse que celle d'une abeille mais le venin de certaines grandes espèces tropicales piscivores peut être fatal à l'homme : composé d'un inhibiteur des récepteurs nicotiniques à l'acétylcholine, il entraîne la paralysie (notamment des muscles respiratoires), puis la mort, dans 70 % des cas humains, en moins de deux heures. Certaines conotoxines affectent les voies sensitives, avec un puissant effet analgésiant dont l'utilisation médicale est actuellement à l'étude. Leur efficacité est, en effet, supérieure à celle de la morphine sans en avoir les effets secondaires et sans accoutumance.( R. Clark, Université du Queensland, Brisbane )
Les cônes pouvant mettre en danger la vie d'un humain sont notamment Conus geographus, C. textile, C.tulipa, C.aulicus et C. striatus.

## Distribution
La famille des Conidae comprend 145 genres validés qui regroupent à l'heure actuelle 2323 espèces différentes de cônes, selon World Register of Marine Species (25 août 2013). Cette famille est assez typique des eaux chaudes des mers et des océans tropicaux. Cependant, quelques espèces sont adaptées à des environnements tempérés tels que la côte sud africaine autour du Cap de Bonne-Espérance ou les eaux plus froides de Californie du sud.

## Synonymes
- famille Conilithidae Tucker & Tenorio, 2009[6]
- famille Taranteconidae Tucker & Tenorio, 2009[6]
- sous-famille Californiconinae Tucker & Tenorio, 2009[6]
- sous-famille Profundiconinae Limpalaër & Monnier, 2018[6]
- sous-famille Puncticulinae Tucker & Tenorio, 2009[6]

## Liste des sous-familles et genres
Selon World Register of Marine Species (25 août 2013), il y a actuellement 6 sous-familles et 145 genres validés :
- Clathurellinae H. Adams & A. Adams, 1858
  - Abyssothauma Sysoev, 1996
  - Anarithma Iredale, 1916
  - Apaturris Iredale, 1917
  - Aphanitoma Bellardi, 1875
  - Arielia Shasky, 1961
  - Asthenotoma Harris & Burrows, 1891
  - Austroturris Laseron, 1954
  - Awateria Suter, 1917
  - Bathytoma Harris & Burrows, 1891
  - Borsonella Dall, 1908
  - Borsonia Bellardi, 1839
  - Buridrillia Olsson, 1942
  - Callithea Swainson, 1840
  - Clathurella Carpenter, 1857
  - Comarmondia Monterosato, 1884
  - Cordieria Rouault, 1848
  - Corinnaeturris Bouchet & Warén, 1980
  - Crockerella Hertlein & Strong, 1951
  - Cruziturricula Marks, 1951
  - Cryptomella Finlay, 1924
  - Cytharopsis A. Adams, 1865
  - Darbya Bartsch, 1934
  - Drilliola Locard, 1897
  - Etrema Hedley, 1918
  - Etremopa Oyama, 1953
  - Etremopsis Powell, 1942
  - Filodrillia Hedley, 1922
  - Genota H. Adams & A. Adams, 1853
  - Genotina Vera-Pelaez, 2004
  - Glyphostoma Gabb, 1873
  - Heteroturris Powell, 1967
  - Itia Marwick, 1931 †
  - Leiosyrinx Bouchet & A. Sysoev, 2001
  - Lovellona Iredale, 1917
  - Maorimorpha Powell, 1939
  - Maoritomella Powell, 1942
  - Micantapex Iredale, 1936
  - Mitrellatoma Powell, 1942
  - Mitrithara Hedley, 1922
  - Mitromorpha Carpenter, 1865
  - Moniliopsis Cossmann, 1918 †
  - Nannodiella Dall, 1919
  - Ophiodermella Bartsch, 1944
  - Paraborsonia Pilsbry, 1922
  - Phenatoma Finlay, 1924
  - Pulsarella Laseron, 1954
  - Retidrillia McLean, 2000
  - Scrinium Hedley, 1922
  - Strombinoturris Hertlein & Strong, 1951
  - Suavodrillia Dall, 1918
  - Tomopleura Casey, 1904
  - Tropidoturris Kilburn, 1986
  - Typhlomangelia G.O. Sars [ex M. Sars, MS], 1878
  - Typhlosyrinx Thiele, 1925
  - Vexithara Finlay, 1926
  - Wairarapa Vella, 1954
  - Zetekia Dall, 1918
- Coninae Fleming, 1822
  - Conus Linnaeus, 1758
  - Cornutoconus Suzuki, 1972
  - Jaspidiconus Petuch, 2004
  - Kurodaconus Shikama & Habe, 1968
  - Parviconus Cotton & Godfrey, 1932
- Conorbinae de Gregorio, 1880
  - Benthofascis Iredale, 1936
  - Conorbis Swainson, 1840
- Mangeliinae P. Fischer, 1883
  - Acmaturris Woodring, 1928
  - Agathotoma Cossman, 1899
  - Anacithara Hedley, 1922
  - Anticlinura Thiele, 1934
  - Antiguraleus Powell, 1942
  - Apispiralia Laseron, 1954
  - Apitua Laseron, 1954
  - Austropusilla Laseron, 1954
  - Bactrocythara Woodring, 1928
  - Bela Gray, 1847
  - Belaturricula Powell, 1951
  - Bellacythara McLean, 1971
  - Benthomangelia Thiele, 1925
  - Brachycythara Woodring, 1928
  - Cacodaphnella Pilsbry & Lowe, 1932
  - Citharomangelia Kilburn, 1992
  - Clathromangelia Monterosato, 1884
  - Conopleura Hinds, 1844
  - Cryoturris Woodring, 1928
  - Eucithara Fischer, 1883
  - Euclathurella Woodring, 1928
  - Gingicithara Kilburn, 1992
  - Glyphoturris Woodring, 1928
  - Glyptaesopus Pilsbry & Olsson, 1941
  - Granoturris Fargo, 1953
  - Guraleus Hedley, 1918
  - Hemicythara Kuroda & Oyama, 1971
  - Heterocithara Hedley, 1922
  - Ithycythara Woodring, 1928
  - Kurtzia Bartsch, 1944
  - Kurtziella Dall, 1918
  - Leiocithara Hedley, 1922
  - Lienardia Jousseaume, 1884
  - Lioglyphostomella Shuto, 1970
  - Liracraea Odhner, 1924
  - Macteola Hedley, 1918
  - Mangelia Risso, 1826
  - Marita Hedley, 1922
  - Neoguraleus Powell, 1939
  - Notocytharella Hertlein & Strong, 1955
  - Papillocithara Kilburn, 1992
  - Paraclathurella Boettger, 1895
  - Paraguraleus Powell, 1944
  - Paramontana Laseron, 1954
  - Paraspirotropis Sysoev & Kantor, 1984
  - Perimangelia McLean, 2000
  - Platycythara Woodring, 1928
  - Pleurotomoides Bronn, 1831
  - Pseudoetrema Oyama, 1953
  - Pseudorhaphitoma Boettger, 1895
  - Pyrgocythara Woodring, 1928
  - Rubellatoma Bartsch & Rehder, 1939
  - Saccharoturris Woodring, 1928
  - Stellatoma Bartsch & Rehder, 1939
  - Suturocythara Garcia, 2008
  - Tenaturris Woodring, 1928
  - Thelecythara Woodring, 1928
  - Thelecytharella Shuto, 1969
  - Turrella Laseron, 1954
  - Vexiguraleus Powell, 1942
  - Vitjazinella Sysoev, 1988
- Oenopotinae Bogdanov, 1987 
  - Curtitoma Bartsch, 1941
  - Granotoma Bartsch, 1941
  - Lorabela Powell, 1951
  - Nematoma Bartsch, 1941
  - Obesotoma Bartsch, 1941
  - Oenopota Mörch, 1852
  - Oenopotella A. Sysoev, 1988
  - Propebela Iredale, 1918
  - Venustoma Bartsch, 1941
- Raphitominae Bellardi, 1875
  - Acrobela Thiele, 1925
  - Bellardiella Tapparone Canefri, 1883
  - Buccinaria Kittl, 1887
  - Daphnella Hinds, 1844
  - Gymnobela Verrill, 1884
  - Homotoma Bellardi, 1875
  - Kermia Oliver, 1915
  - Pleurotomella Verrill, 1872
  - Raphitoma Bellardi, 1848
  - Taranis Jeffreys, 1870
  - Thatcheria Angas, 1877

Autres genres (consulté le 10 octobre 2019):
- Conasprella Thiele, 1929

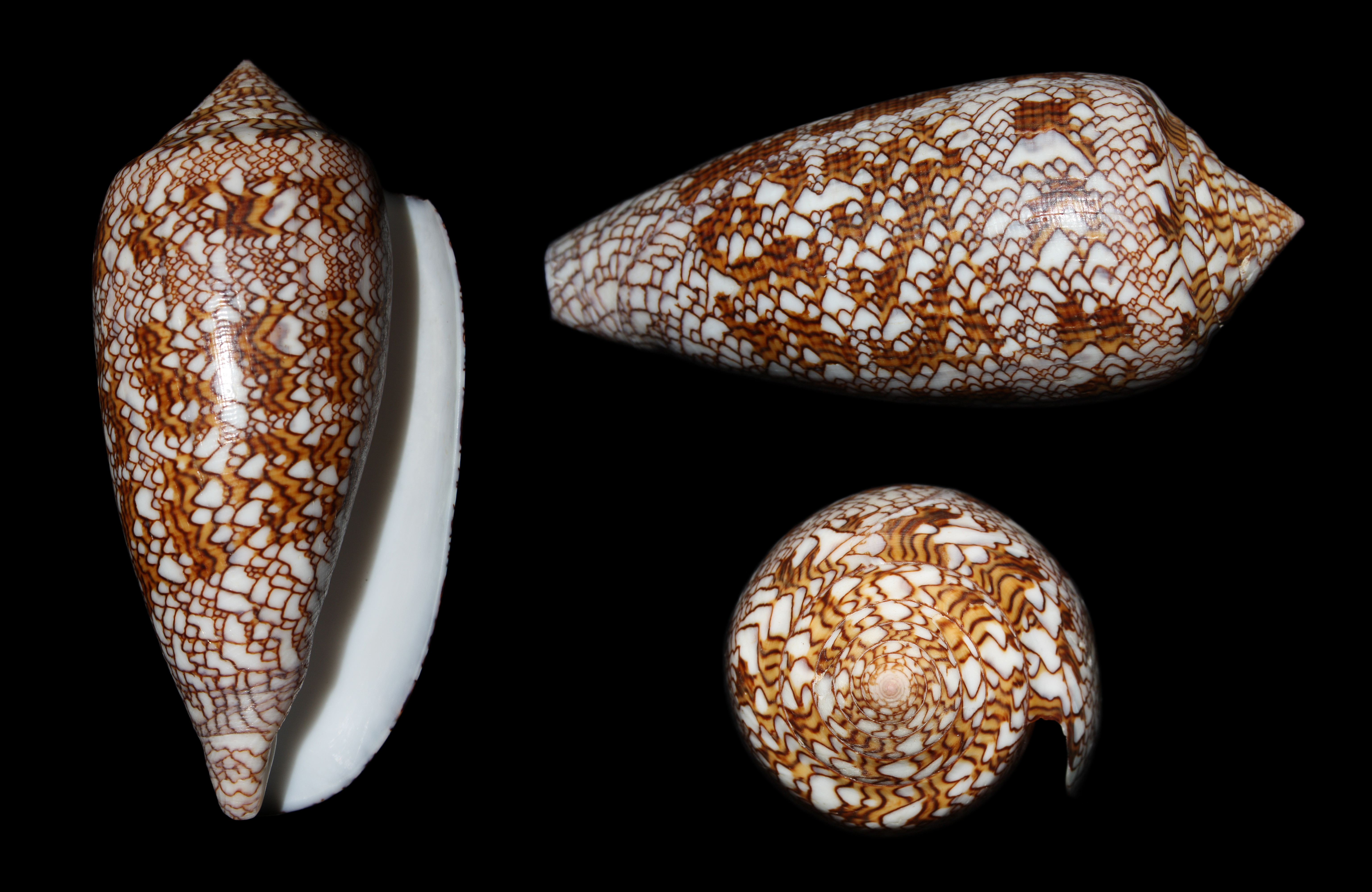
Conus textile
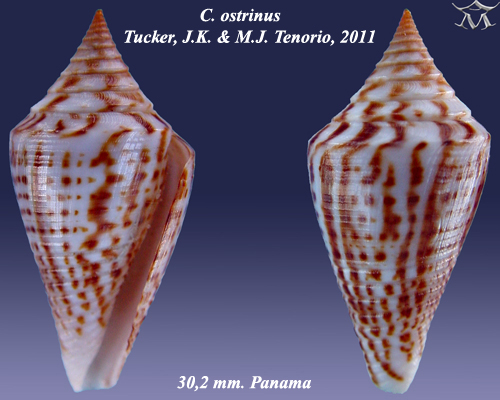
Gradiconus ostrinus
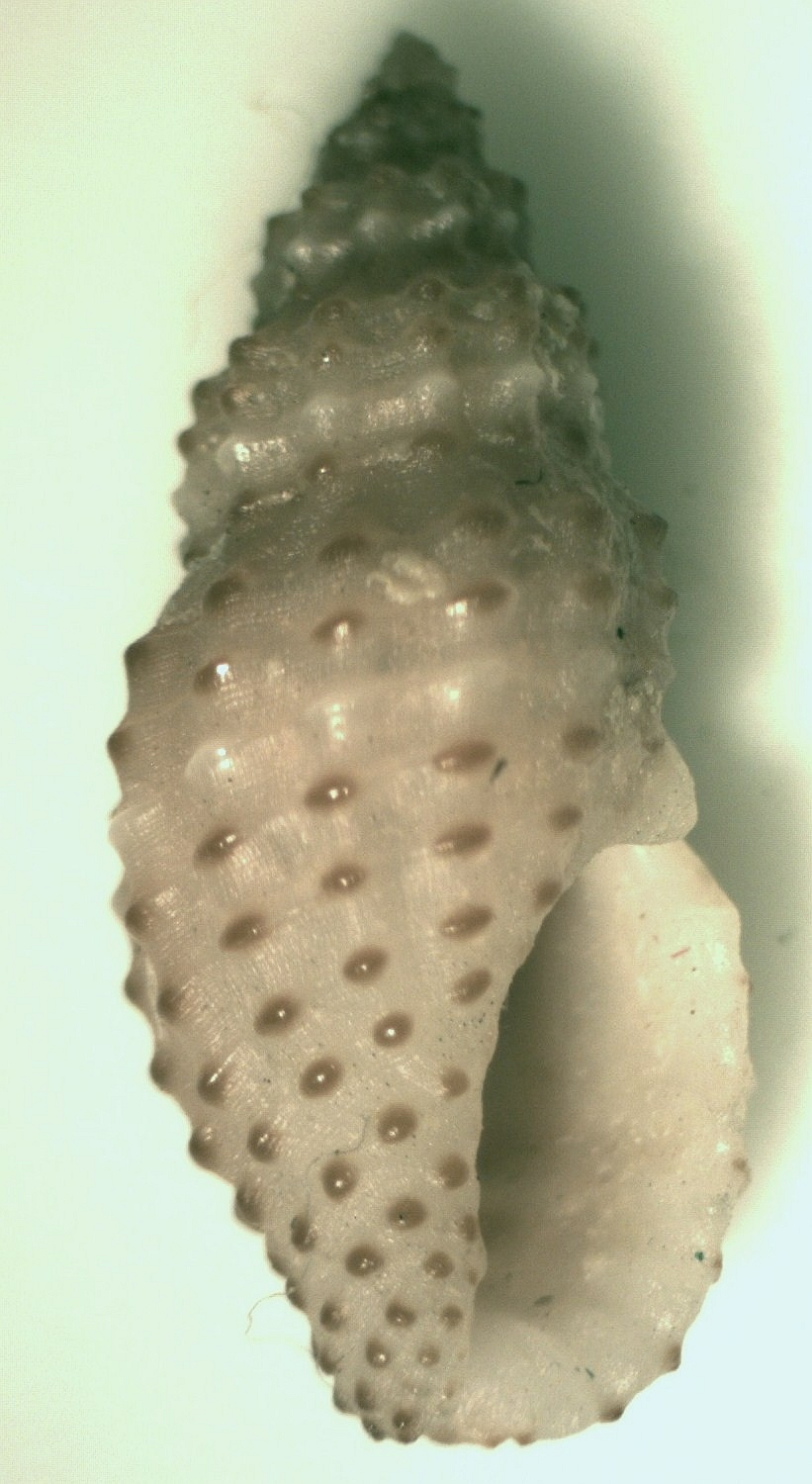
Philbertia granicostata
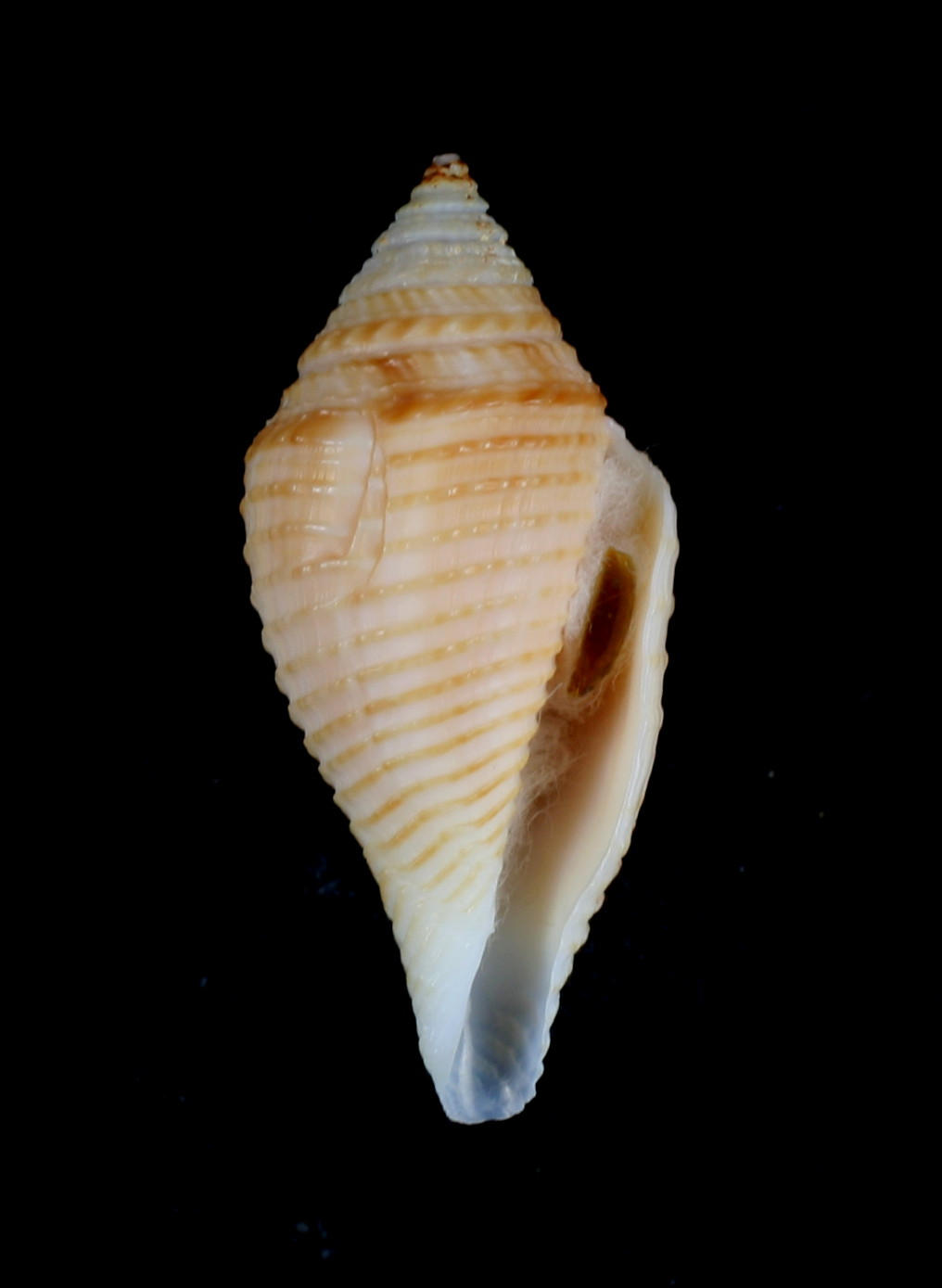
Pseudoconorbis coromandelicus